# ليزا جونسون
ليزا جونسون (بالإنجليزية: Liza Johnson)‏ هي منتجة أفلام وكاتبة سيناريو ومونتيرة ومخرجة أمريكية، ولدت في 13 ديسمبر 1970 في بورتسموث في الولايات المتحدة.

## وصلات خارجية
- الموقع الرسمي
- ليزا جونسون على موقع IMDb (الإنجليزية)
- ليزا جونسون على موقع ألو سيني (الفرنسية)
- ليزا جونسون على موقع أول موفي (الإنجليزية)
- ليزا جونسون على موقع قاعدة بيانات الأفلام السويدية (السويدية)
- ليزا جونسون على موقع كينوبويسك (الروسية)